# Aram (peintre)
Pour les articles homonymes, voir Gottlieb et Aram.
Michael Heinrich Salomon Gottlieb dit Aram, né le 7 mars 1908 à Storozynetz (Autriche-Hongrie à l'époque, en Ukraine de nos jours sous le nom de Storojynets) et mort le 16 octobre 1998 à Paris 14e, est un artiste peintre d'origine ukrainienne-juive.

## Biographie
Il étudie la peinture aux Beaux-Arts de Berlin, et travaille comme décorateur de théâtre avec Bertolt Brecht, à la création de L'Opéra de quat'sous.
Il se spécialise dans le portrait. Il quitte l'Allemagne en 1933 pour Tel Aviv après la prise de pouvoir par les nazis. Arrivé dans l'illégalité, il travaille alors au théâtre Ohel de Tel Aviv.
Il se marie en 1942 à Tel Aviv avec la danseuse Paula Padani, elle aussi ayant fui l'Allemagne, et avec qui il aura une fille en 1951, Gabrielle de Gail.
Il s'installe avec sa femme à Paris en 1946, où ils lient des amitiés avec les artistes de Montparnasse : Moïse Kisling, Chana Orloff, Nathalie Gontcharoff, Mikhail Larionov, Ossip Zadkine, Pablo Picasso.
À cette époque, il peint des paysages et des portraits fortement marqués par l'influence cubiste, alors encore dominante, même pour lui qui a pourtant eu connaissance des débuts de l'abstraction.
À partir de 1960, il évolue à une abstraction radicale, restée marquée par la rigueur de la construction cubiste de l'espace de la toile et des volumes figurés.
Il réalise des portraits de Jean Anouilh, Ingmar Bergman, Stig Dagerman, Moshe Sharett et beaucoup d'autres.
En 1962, il obtient la naturalisation et la Médaille de la Ville de Paris.[réf. nécessaire]
Œuvres acquises par l'État et par la Ville de Paris.

## Expositions
- 1948 - Paris - Galerie Roux-Henshel
- 1950 - Paris - Galerie Mai
- 1952 - Paris - Galerie Tedesco
- 1958 - Paris - Galerie Jeanne Castel
- 1958 - Paris - Atelier Lucienne Tahlheimer
- 1967 - Paris - Galerie Vercamer
- 1969 - Londres - Galerie Archer (Exposition inaugurale sous le patronage du premier ministre Edward Heath)
- 1986 - Paris - Galerie 1900-2000 - FIAC

## Référence
1. ↑  « matchID - moteur de recherche des personnes décédées », sur deces.matchid.io (consulté le 21 juin 2020)
2. 1 2 3 4  Adrian M. Darmon, Autour de l'art juif : encyclopédie des peintres, photographes et sculpteurs, édition Carnot, 2003, 336 pages (ISBN 978-2-84855-011-4, présentation en ligne).
3. 1 2 3  Paula Padani, Jewish Women's Encyclopedia
4. ↑  E. Bénézit, Dictionnaire critique et documentaire des peintres, sculpteurs et graveurs, édition Gründ, 1999 (ISBN/2700030109)